# Закон о маркировке сельскохозяйственных животных
Федеральный закон «О внесении изменений в Закон Российской Федерации «О ветеринарии» принят Государственной думой 15 июня 2022 года, одобрен Советом Федерации 22 июня 2022 года и подписан Президентом РФ 28 июня 2022 года.
В соответствии с законом, вводится обязательная маркировка сельскохозяйственных животных (с/х животных), которая будет осуществляться поэтапно, с 1 сентября 2023 года по 1 сентября 2029 года.

## Идентификация и учёт с/х животных
Россельхознадзор выступает за скорейшее внедрение учёта и маркирования животных, прежде всего для обеспечения прослеживаемости товаров, предотвращения распространения заразных болезней, в том числе и зооантропонозов, а также оперативного выявления источника их распространения и быстрого поиска очага инфекции.
Департамент ветеринарии Министерства сельского хозяйства РФ со своей стороны отмечает, что маркировка важна для эффективного планирования вакцинации животных и других противоэпизоотических мероприятий.
Идентификация позволит отслеживать весь жизненный цикл продуктивного животного: от рождения до убоя, а также все ветеринарные мероприятия, происходящие с ним. Такой учёт в единой системе позволит обеспечить полную прослеживаемость продукции животноводства.
На основании внесённых поправок в закон «О ветеринарии», установлены сроки маркировки сельхозживотных Постановлением Правительства Российской Федерации от 5 апреля 2023 года № 550 «Об утверждении Правил осуществления учёта животных и перечня видов животных, подлежащих индивидуальному или групповому маркированию и учёту, случаев осуществления индивидуального или группового маркирования и учёта животных, а также сроков осуществления учёта животных».
Так, до 1 сентября 2024 года должны быть промаркированы и поставлены на учёт крупный рогатый скот (КРС) и свиньи, а также птица и лошади в промышленном секторе. До 1 марта 2025 года нужно поставить на учёт лошадей в личных подсобных хозяйствах (ЛПХ), а до 1 сентября того же года — пчел и пушных зверей, а также верблюдов, оленей и кроликов в промышленном секторе.
До 1 марта 2026 года необходимо зарегистрировать всех рыб, а до 1 сентября того же года — верблюдов в ЛПХ, а также птиц, оленей и кроликов в частных хозяйствах и мелкий рогатый скот.
При этом учёт животных будет осуществляться вне зависимости от формы собственности: и юрлицами, и индивидуальными предпринимателями, и гражданами РФ. Учёт, согласно закону, будет проводиться бесплатно, а вот средства маркирования приобретаются владельцем за собственный счёт. Это может быть пластмассовая бирка, подкожный микрочип, болюс, кольцо или ошейник. Информацию о маркированных животных будут вносить в государственную информационную систему Россельхознадзора в области ветеринарии «ВетИС».
Животные, прошедшие маркирование до 1 сентября 2023 года, а также животные, маркированные за рубежом и позже ввезённые на территорию Российской Федерации, повторно маркироваться не будут.
Учёт и маркировка с/х животных осуществляется компонентом «Хорриот» в системе «ВетИС».
На 9 января 2024 года индивидуальным способом учтено 6 891 284 животных, групповым способом учтено 165 802 группы животных, в которых состоит 5 466 831 74 животных. Домашних животных данная поправка к закону не коснётся. Для маркировки собак, кошек и других питомцев планируется разработать отдельный законопроект.
| №  | Вид животных | Индивидуальный учёт                                                       | Групповой учёт | Срок постановки на учёт (промышленность) | Срок постановки на учёт (ЛПХ)                                                     |
| -- | --- | ------------------------------------------------------------------------- | -------------- | ---------------------------------------- | --------------------------------------------------------------------------------- |
| 1  | Крупный рогатый скот | Да                                                                        | Нет            | до 1 сентября 2024 года                  | до 1 сентября 2024 года                                                           |
| 2  | Лошади, ослы, мулы и лошаки | Да                                                                        | Нет            | до 1 сентября 2024 года                  | до 1 марта 2025 года                                                              |
| 3  | Верблюды | Да                                                                        | Нет            | до 1 сентября 2025 года                  | до 1 сентября 2026 года                                                           |
| 4  | Пчёлы | Нет                                                                       | Да             | до 1 сентября 2025 года                  | до 1 сентября 2025 года                                                           |
| 5  | Свиньи | - для племенных пород - для свиней в ЛПХ - по желанию владельца           | Да             | до 1 сентября 2024 года                  | до 1 сентября 2024 года                                                           |
| 6  | Мелкий рогатый скот (МРС) | - для племенных МРС - для МРС в ЛПХ - по желанию владельца                | Да             | до 1 сентября 2026 года                  | до 1 сентября 2026 года                                                           |
| 7  | Домашняя птица (куры, утки, гуси, индейки, цесарки, перепела, страусы) | по желанию владельца                                                      | Да             | до 1 сентября 2024 года                  | более 10 голов ― до 1 сентября 2026 года менее 10 голов — до 1 сентября 2029 года |
| 8  | Олени | - для племенного животноводства - для оленей в ЛПХ - по желанию владельца | Да             | до 1 сентября 2025 года                  | до 1 сентября 2026 года                                                           |
| 9  | Пушные звери (лисицы, соболя, норки, хорьки, песцы, енотовидные собаки, нутрии) | - для племенных животных - по желанию владельца                           | Да             | до 1 сентября 2025 года                  | до 1 сентября 2025 года                                                           |
| 10 | Кролики | - для племенных животных - по желанию владельца                           | Да             | до 1 сентября 2025 года                  | более 10 голов ― до 1 сентября 2026 года менее 10 голов — до 1 сентября 2029 года |
| 11 | Рыба и иные объекты аквакультуры | - для племенных животных - по желанию владельца                           | Да             | до 1 марта 2026 года                     | Не подлежат маркированию                                                          |
| 12 | Служебные животные (в соответствии с пунктом 11 статьи 3 Федерального закона «Об ответственном обращении с животными и о внесении изменений в отдельные законодательные акты Российской Федерации») | Да                                                                        | Нет            | до 1 марта 2026 года                     | до 1 марта 2026 года                                                              |

## Компонент «Хорриот»
Компонент «Хорриот» состоит из четырёх модулей. Первый модуль формирует уникальный идентификационный номер (УИН) животного. УИН состоит из букв и цифр, всего 11 символов. На начало 2023 года сформировано более 15 млн номеров для маркирования животных. УИН будет действовать в течение всей жизни животного или все время существования группы животных.
Второй модуль предназначен для идентификации и учёта животных. Заполняется карточка, куда вносятся все сведения о животном: его номер, номер хозяйства, кличка, пол, возраст, порода, описание особи и хозяйства, где оно содержится. Параллельно в этот модуль загружаются сведения о владельце животного из компонента «Цербер» ветеринарной системы «ВетИС». Также в карточку заносится информация о ветеринарных мероприятиях: вакцинации, обработке от паразитов, проводимых обследованиях, назначаемых лекарствах. В карточку ввезённых в Россию животных будет вноситься дата ввоза. Данная информация заносится вручную.
Третий модуль — учёт событий с животным. Сюда вносятся лечебные, профилактические и диагностические мероприятия, временное перемещение животного, его продажа новому владельцу, прибытие на бойню, убой.
Четвёртый модуль предназначен для регистрации очагов заразных болезней. Сюда заносится информация о возникновении вспышек, лабораторных исследованиях, путях заноса инфекции, мерах по борьбе с её распространением. В нём зарегистрировано уже более 2,3 тысяч событий о вспышках болезней.
Доступ к компоненту «Хорриот» имеют ветеринарные врачи станций по борьбе с болезнями животных, должностные лица ветеринарных управлений и Россельхознадзора.

## Новелла в закон «О племенном животноводстве»[12]
Кроме того, поправками к указанному закону вводится положение о том, что с 1 марта 2026 года начнёт функционировать «Федеральная государственная информационно-аналитическая система племенных ресурсов» (ФГИАС ПР). В ней будет содержаться информация о регистрации племенных животных, племенных стад и племенных хозяйств.  За создание и развитие системы будет отвечать Министерство сельского хозяйства Российской Федерации.
С указанной даты племенные свидетельства на животных и разрешения на импорт племенной продукции будут предоставляться в виде выписки из ФГИАС ПР на безвозмездной основе.  Предполагается, что с 2026 года будет запрещен любой оборот племенной продукции, не зарегистрированной в этой системе. На данный момент регистрация племенных животных и племенных стад производится посредством записей в государственную книгу племенных животных и государственный племенной регистр. 
Предоставление сведений о племенных животных и племенных стадах станет для профильных хозяйств обязательным. При этом внесению в ФГИАС ПР не будет подлежать информация о животных или стадах, чья цель содержания в хозяйстве не связана с воспроизводством определённой породы.
Положение о новой системе, порядок, сроки, формы и форматы предоставления в неё информации утверждается Правительством РФ.